# Natation aux Jeux africains de 1965
Navigation
Jeux africains 1973
Les compétitions de natation font partie des 10 disciplines sportives  présentes aux Jeux africains en 1965. Huit épreuves figurent au programme et sont, toutes remportées par la République arabe unie.

## Résultats
| Épreuves               | Or | Argent                                                                     | Bronze                                                                           |
| ---------------------- | --- | -------------------------------------------------------------------------- | -------------------------------------------------------------------------------- |
| 100 m nage libre       | Moktar Marwan Elchazzawi (UAR) 57 s 7                                                                                    | Ahmed Sayed Zine (UAR) 58 s 9                                              | Hussein Houdrouge (SEN) 1 min 2 s 7                                              |
| 200 m nage libre       | Ahmed Mahmoud Rezk (UAR) 2 min 11 s 8                                                                                    | Marwan Khazzami (UAR) 2 min 12 s 2                                         | Mohamed Ladjali (ALG) 2 min 23 s 0                                               |
| 400 m nage libre       | Ahmed Mahmoud Rezk (UAR) 4 min 41 s 4                                                                                    | Mahmoud Magdy Moustafa (UAR) 4 min 56 s 8                                  | Ali Khemissa (ALG) 5 min 10 s 7                                                  |
| 100 m dos              | Ahmed Mahmoud Abdelabasset (UAR) 1 min 7 s 9                                                                             | Youssef Amin Adel (UAR) 1 min 8 s 8                                        | Mohamed Hamadi Achour (TUN) 1 min 11 s 0                                         |
| 100 m papillon         | Gari Hussein Mansour (UAR) 1 min 4 s 8                                                                                   | Abdel Hai Soliman (UAR) 1 min 4 s 9                                        | Anis Bahri (TUN) 1 min 13 s 7                                                    |
| 200 m brasse           | Osman Magdi (UAR) 2 min 56 s 3                                                                                           | Guy Woodhouse (KEN) 3 min 1 s 2                                            | Hassan Belhocine (ALG) 3 min 4 s 0                                               |
| 4 × 100 m quatre nages | République arabe unie Ahmed Mahmoud Abdelabasset Hany Mohamed Nassim Garir Hussein Mansour Ahmed Sayed Zine 4 min 28 s 7 | Tunisie Mohamed Hamadi Achour Anis Bahri Ali Bahi Said Karaa 4 min 52 s 8  | Algérie Benhamou Hassan Belhocine Bomiche Mohamed Ladjali 4 min 58 s 8           |
| 4 × 200 m quatre nages | République arabe unie Hany Mohamed Nassim Ahmed Sayed Zine Marwan Elghizaoui Ahmed Mahmoud Rezk 9 min 4 s 4              | Algérie Kamel Boughida Sid Salah Ali Khemissa Mohamed Ladjali 9 min 47 s 2 | Tunisie Tijani Meddeb Said Karâa Jacques Younes Badreddine Berrabah 9 min 54 s 1 |

## Tableau des médailles
| Rang | Nation                | Or | Argent | Bronze | Total |
| ---- | --------------------- | -- | ------ | ------ | ----- |
| 1    | République arabe unie | 8  | 5      | 0      | 13    |
| 2    | Algérie               | 0  | 1      | 4      | 5     |
| 3    | Tunisie               | 0  | 1      | 3      | 4     |
| 4    | Kenya                 | 0  | 1      | 0      | 1     |
| 5    | Sénégal               | 0  | 0      | 1      | 1     |
|      | Total                 | 8  | 8      | 8      | 24    |

## Source
- Couverture des Jeux pendant leur déroulement par le journal La Presse de Tunisie.